# Berberis koehneana
Berberis koehneana är en berberisväxtart som beskrevs av Camillo Karl Schneider. Berberis koehneana ingår i släktet berberisar, och familjen berberisväxter. Utöver nominatformen finns också underarten B. k. auramea.